# Coenonympha phryne

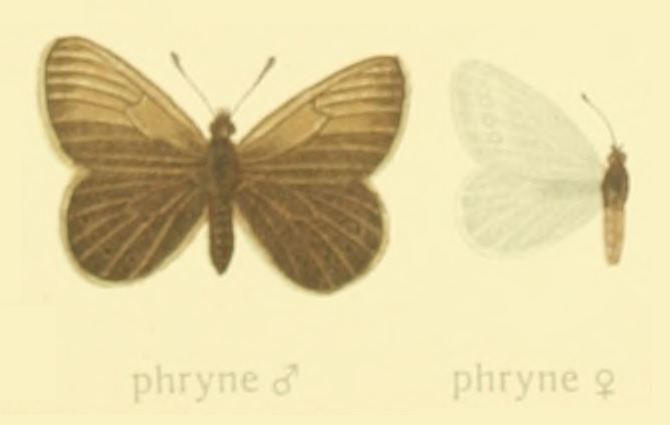
Coenonympha phryne aus Adalbert Seitz: Die Großschmetterlinge der Erde, Band 1

Coenonympha phryne, Syn.: Triphysa phryne, ist ein Schmetterling (Tagfalter) aus der Familie der Edelfalter (Nymphalidae), der von Südost-Russland bis Ost-Asien vorkommt.

## Beschreibung
Coenonympha phryne hat beim Männchen eine schwärzlich braungraue Flügeloberseite, mit einem feinen, scharf abgegrenzten, goldenen Rand. Auf der Unterseite steht zwischen den Adern eine Reihe submarginaler Ocellen, die beim deutlich helleren Weibchen nach oben durchscheinen.

### Ähnliche Arten
- Coenonympha albovenosa (Erschoff, 1885) hat einen breiteren, mehr weiß-metallischen, nicht scharf gegen die Grundfarbe begrenzten Rand. Auf der Hinterflügelunterseite ist das weiße Band größer, aber schwächer ausgebildet.[1][3]

## Verbreitung
Coenonympha phryne kommt von Südost-Russland (Wolga-Don, Südural) durch Transkaukasien, Armenien und Südwest-Sibirien bis nach Kuldscha und dem Altai vor.

## Lebensweise
Die Raupen ernähren sich von Federgräsern (Stipa). Coenonympha phryne kommt bis auf 3000 Meter Höhe in Steppen, Halbwüsten und Gebirgen vor. Die Puppe überwintert.

### Flugzeit
Coenonympha phryne fliegt von Mai, manchmal schon im April bis in den Juli, in den Hochlagen der Gebirge im Juni/Juli.

## Systematik
Coenonympha phryne wurde von Peter Simon Pallas 1771 als Papilio phryne in Reise durch verschiedene Provinzen des Russischen Reichs in den Jahren 1768–1774 erstbeschrieben. Von vielen Autoren wird sie der aus drei Arten bestehenden Gattung Triphysa zugeordnet, die von Kodandaramaiah und Wahlberg 2009 mit Coenonympha synonymisiert wurde, da die Arten zusammen mit Coenonympha oedippus eine Klade bilden. Phryne ist der Name einer berühmten Hetäre wegen des scheinbaren Nichtzusammengehörens der beiden Geschlechter.

### Synonyme
- Papilio phryne Pallas, 1771
- Papilio tircis Stoll, [1782]
- Triphysa pupillata  Kozhanchikov 1936
- Triphysa semiluna Kozhanchikov 1936[3]